# Primo ministro delle Tuvalu
Il primo ministro delle Tuvalu è il capo del governo di Tuvalu. La carica di primo ministro è stata creata con l'indipendenza di Tuvalu nel 1978, sebbene essa sia talvolta considerata come una continuazione della carica di Chief Minister delle Isole Ellice, creata nel 1975 prima dell'indipendenza.

## Descrizione
Secondo la costituzione delle Tuvalu, il primo ministro deve sempre essere un membro del Parlamento delle Tuvalu, e viene eletto dal parlamento con scrutinio segreto. Dato che non esistono partiti politici a Tuvalu, ogni membro del parlamento può essere nominato per la carica. Dopo il voto parlamentare, il Governatore generale delle Tuvalu è il responsabile della cerimonia di investitura del primo ministro.
Il primo ministro può decadere dalla carica dimettendosi, ricevendo una mozione di sfiducia dal parlamento o a seguito di un'elezione parlamentare. Se il primo ministro muore in carica (cosa accaduta in un'occasione con Ionatana Ionatana), il vice primo ministro diviene primo ministro ad interim fino a che non ne viene eletto uno nuovo dal parlamento.
Diversi ex primi ministri vennero nominati dal Governatore generale delle Tuvalu.

## Elenco

### Chief Minister delle Isole Ellice (1975-1978)
| # | Nome          | Ritratto | Partito politico | Mandato inizio | Mandato fine    |
| - | ------------- | -------- | ---------------- | -------------- | --------------- |
| 1 | Toaripi Lauti |          | Indipendente     | 2 ottobre 1975 | 1º ottobre 1978 |

### Primi ministri di Tuvalu (1978-oggi)
| #   | Nome                         | Ritratti | Partito politico | Mandato inizio    | Mandato fine                         |
| --- | ---------------------------- | -------- | ---------------- | ----------------- | ------------------------------------ |
| 1   | Toaripi Lauti                |          | Indipendente     | 1º ottobre 1978   | 8 settembre 1981                     |
| 2   | Tomasi Puapua                |          | Indipendente     | 8 settembre 1981  | 16 ottobre 1989                      |
| 3   | Bikenibeu Paeniu             |          | Indipendente     | 16 ottobre 1989   | 10 dicembre 1993                     |
| 4   | Kamuta Latasi                |          | Indipendente     | 10 dicembre 1993  | 24 dicembre 1996                     |
| (3) | Bikenibeu Paeniu             |          | Indipendente     | 24 dicembre 1996  | 27 aprile 1999                       |
| 5   | Ionatana Ionatana            |          | Indipendente     | 27 aprile 1999    | 8 dicembre 2000 (deceduto in carica) |
| -   | Lagitupu Tulimu (ad interim) |          | Indipendente     | 8 dicembre 2000   | 24 febbraio 2001                     |
| 6   | Faimalaga Luka               |          | Indipendente     | 24 febbraio 2001  | 14 dicembre 2001                     |
| 7   | Koloa Talake                 |          | Indipendente     | 14 dicembre 2001  | 24 agosto 2002                       |
| 8   | Saufatu Sopoanga             |          | Indipendente     | 24 agosto 2002    | 27 agosto 2004                       |
| 9   | Maatia Toafa                 |          | Indipendente     | 27 agosto 2004    | 14 agosto 2006                       |
| 10  | Apisai Ielemia               |          | Indipendente     | 14 agosto 2006    | 29 settembre 2010                    |
| (9) | Maatia Toafa                 |          | Indipendente     | 29 settembre 2010 | 24 dicembre 2010                     |
| 11  | Willy Telavi                 |          | Indipendente     | 24 dicembre 2010  | 1º agosto 2013                       |
| 12  | Enele Sopoaga                |          | Indipendente     | 1º agosto 2013    | 19 settembre 2019                    |
| 13  | Kausea Natano                |          | Indipendente     | 19 settembre 2019 | 26 febbraio 2024                     |
| 14  | Feleti Teo                   |          | Indipendente     | 26 febbraio 2024  | in carica                            |